# Yukiya Arashiro
Yukiya Arashiro (新城幸也, Arashiro Yukiya), né le 22 septembre 1984 à Ishigaki, est un coureur cycliste japonais. Il est avec Fumiyuki Beppu le premier Japonais à avoir terminé le Tour de France, en 2009. En terminant la Vuelta en 2015, il devient le premier Japonais à terminer les trois grands tours.

## Biographie

### 2006-2008: débuts professionnels au Japon

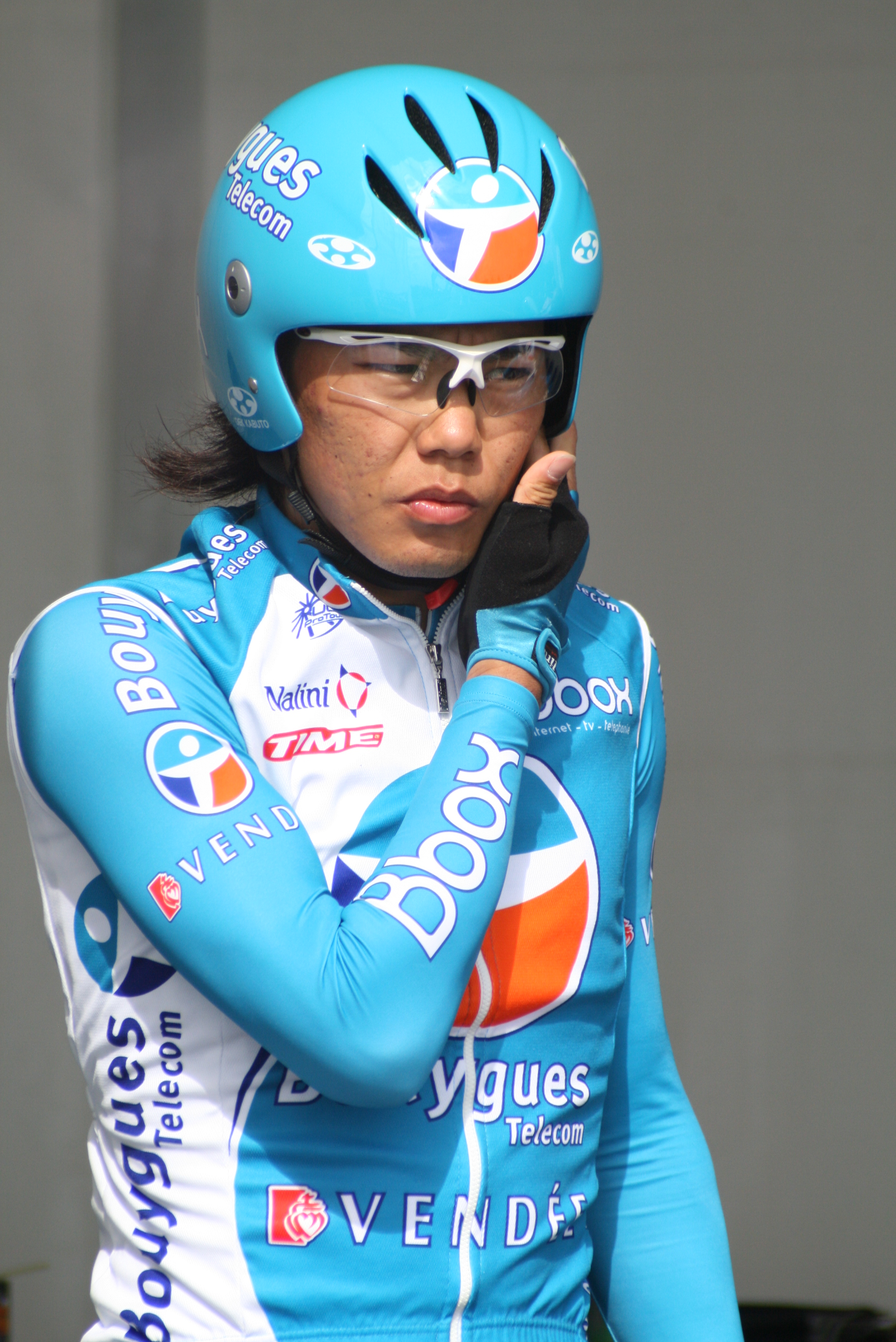
Yukiya Arashiro durant les Quatre Jours de Dunkerque 2009

Formé en France, à l'ES Aumale, Yukiya Arashiro devient champion du Japon espoirs en 2005, et intègre l'année suivante la nouvelle formation japonaise Cycle Racing Vang. Au sein de cette équipe, où il court pendant trois saisons, il remporte notamment le titre de champion du Japon en 2007, puis le Tour de Okinawa en 2008. Il découvre également les courses du circuit européen, s'illustrant notamment sur le Tour du Limousin, qu'il termine à la troisième place en 2006 et 2008, et dont il remporte une étape en 2008 ainsi que sur le Paris-Corrèze où il aide son coéquipier Miyataka Shimizu à remporter le général en 2008.

### 2009-2015: BBox Bouygues Telecom puis Europcar
Ces résultats obtenus en France, ainsi que son sens offensif et ses qualités de sprinteur lui valent de rejoindre en 2009 l'équipe ProTour française BBox Bouygues Telecom. À l'occasion du Tour de France 2009, il est avec Fumiyuki Beppu le premier Japonais à terminer le Tour, à la 129e place,. Arashiro y obtient une cinquième place lors de la deuxième étape. En fin de saison, il termine à la quatorzième place de Paris-Bourges.
En 2010, il participe au Tour d'Italie. Échappé en compagnie de Jérôme Pineau, Julien Fouchard et Paul Voss lors de la 5e étape, il parvient à éviter le retour du peloton et prend la troisième place. Il remporte par la suite le critérium de Quillan avant de terminer neuvième du championnat du monde sur route disputé à Geelong en Australie. Dans la foulée, il termine cinquième du Paris-Tours. Il met un terme à sa saison lors de la Japan Cup qu'il finit, comme pour les championnats du monde sur route, à la neuvième place.
En 2011, Arashiro devient successivement champion d'Asie sur route et vice-champion du Japon. Il ne participe à aucun grand tour cette année-là, sa meilleure performance en Europe restant sa cinquième place finale à Paris-Corrèze en août.
En 2012, il est échappé lors de la quatrième étape du Tour de France qui mène les coureurs à Rouen mais est rattrapé à 2 km de l'arrivée. Le 17 août 2012, il remporte le Tour du Limousin 2012.
L'année suivante Yukiya Arashiro obtient un nouveau titre de Champion du Japon de cyclisme sur route et termine 99e du Tour de France. Au mois d'août, il se classe second du Tour du Limousin derrière le coureur suisse Martin Elmiger.
En 2014, il est dixième de l'Amstel Gold Race, participe au Giro où il épaule son leader Pierre Rolland ainsi qu'au Tour de France qu'il termine à la 65e position du classement général.
Lors de Liège-Bastogne-Liège 2015, il chute et est atteint d'un traumatisme crânien et d'une fracture de l'omoplate gauche. Devant initialement enchaîner avec le Tour de Romandie, il ne peut y participer et est suppléé par Pierre Rolland. Il n'est pas non plus aligné sur le Tour de France par ses dirigeants mais participe pour la première fois au Tour d'Espagne qu'il termine 65e. En fin de saison il quitte l'équipe continentale professionnelle Europcar et rejoint la formation italienne Lampre-Merida.

### Depuis 2016: Lampre puis Bahrain-Merida
En janvier 2016, Arashiro est médaillé d'argent du championnat d'Asie sur route. Aligné en février sur le Tour du Qatar, il ne termine pas l'épreuve en raison d'une chute au cours de la cinquième étape qui a pour lui comme conséquence une fracture du fémur gauche. Au mois de septembre il fait le choix de quitter la formation Lampre-Merida et s'engage avec l'équipe Bahrain-Merida.
Il se classe troisième du Hong Kong Challenge et obtient une médaille d'argent lors du championnat d'Asie du contre-la-montre par équipes en 2017.
Il s'adjuge un second titre de champion d'Asie en remportant l'épreuve du contre-la-montre par équipes avec l'équipe nationale japonaise et gagne le Tour de Taïwan au premier semestre 2018.
En 2019, il se classe deuxième du championnat du Japon de course en ligne et septième de l'épreuve contre-la-montre.
La pandémie de Covid-19 et l'annulation des compétitions qui en découle empêchent le coureur japonais de prendre part à de nombreuses compétitions au premier semestre 2020. Plus tard dans la saison, il participe au Tour d'italie qu'il termine en 99e position après avoir travaillé pour ses leaders Pello Bilbao et Hermann Pernsteiner.
En 2021, il participe pour la troisième fois aux Jeux olympiques qui se déroulent dans son pays et se classe 35e de la course en ligne.
Le 26 juin 2022, il est sacré champion du Japon de la course en ligne pour la troisième fois de sa carrière, à l'âge de 37 ans. En octobre, Bahrain Victorious annonce l'extension du contrat d'Arashiro jusqu'en fin d'année 2023.
Il participe au Tour d'Italie 2023 en remplacement de Gino Mäder, infecté par le SARS-CoV-2 à quelques jours du départ. En septembre, son équipe annonce la prolongation de son contrat jusqu'en fin d'année 2024.

## Palmarès et classements mondiaux

### Palmarès
- 2005
  -  Champion du Japon sur route espoirs
  -  Champion du Japon du contre-la-montre espoirs
  - 3e des Boucles du Tarn
- 2006
  - 3e du Tour du Limousin
  - 3e du Tour de Okinawa
- 2007
  -  Champion du Japon sur route
  - 7e étape du Tour du Japon
  - 4e étape du Tour de Hokkaido
  - 2e du Tour de León
  - 2e du Tour du Jura
  - 3e du Tour de Hokkaido
  - 3e du Tour de Okinawa
- 2008
  - 2e étape du Tour de Kumano
  - 2e étape du Tour du Limousin
  - Tour de Okinawa :
    - Classement général
    - 1re et 2e étapes

  - 3e du Tour du Limousin
  - 3e du Tour de Kumano
  -  Médaillé de bronze au championnat d'Asie du contre-la-montre
- 2010
  - 9e du championnat du monde sur route

- 2011
  -  Champion d'Asie sur route

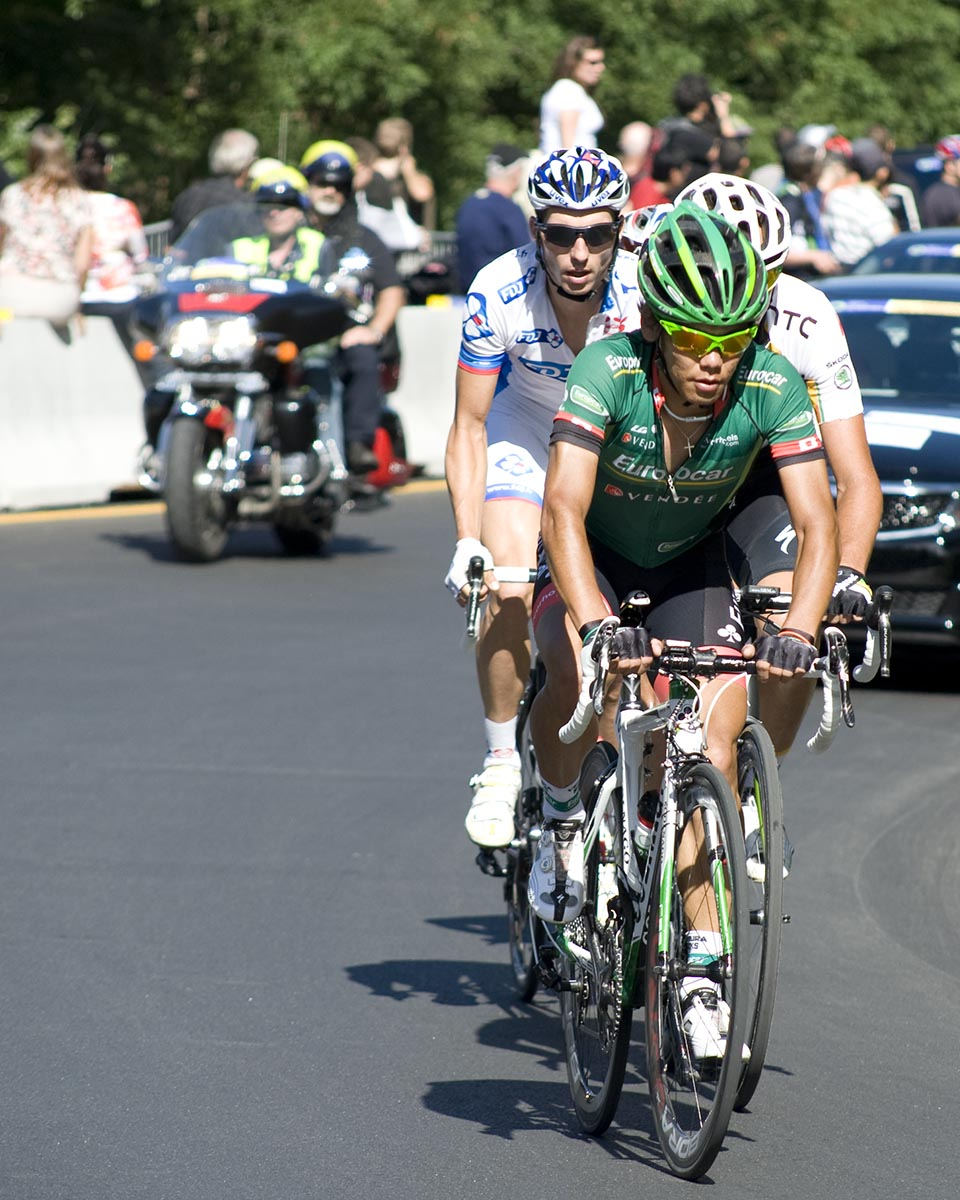
Sur le Mont-Royal en 2011

  - 2e du championnat du Japon sur route
- 2012
  - Classement général du Tour du Limousin
- 2013
  -  Champion du Japon sur route
  - 2e du Tour du Limousin
- 2014
  - 10e de l'Amstel Gold Race
- 2015
  - 3e de la Japan Cup
  - 10e du championnat d'Asie sur route
- 2016
  - 7e étape du Tour du Japon
  -  Médaillé d'argent du championnat d'Asie sur route
- 2017
  - 3e du Hong Kong Challenge
  -  Médaillé d'argent du championnat d'Asie du contre-la-montre par équipes
- 2018
  -  Champion d'Asie du contre-la-montre par équipes
  - Tour de Taïwan
- 2019
  - 2e du championnat du Japon sur route
- 2022
  -  Champion du Japon sur route
- 2023
  -  Médaillé de bronze du championnat d'Asie sur route
- 2024
  -  Médaillé de bronze du championnat d'Asie du contre-la-montre
- 2025
  -  Médaillé d'argent du championnat d'Asie du contre-la-montre par équipes mixtes

### Résultats sur les grands tours

#### Tour de France
7 participations
- 2009 : 129e
- 2010 : 112e
- 2012 : 84e
- 2013 : 99e
- 2014 : 65e
- 2016 : 116e
- 2017 : 109e

#### Tour d'Italie
5 participations
- 2010 : 93e
- 2014 : 127e
- 2020 : 89e
- 2021 : 77e
- 2023 : 123e

#### Tour d'Espagne
4 participations
- 2015 : 65e
- 2016 : 106e
- 2019 : 110e
- 2021 : 116e

### Classements mondiaux
| Année                                 | 2005 | 2006 | 2007 | 2008 | 2009 | 2010 | 2011 | 2012 | 2013 | 2014 | 2015 | 2016 | 2017 | 2018  | 2019 | 2020 | 2021  | 2022 | 2023 | 2024 |
| ------------------------------------- | ---- | ---- | ---- | ---- | ---- | ---- | ---- | ---- | ---- | ---- | ---- | ---- | ---- | ----- | ---- | ---- | ----- | ---- | ---- | ---- |
| Calendrier mondial                    |      |      |      |      | 240e | 219e |      |      |      |      |      |      |      |       |      |      |       |      |      |      |
| UCI World Tour                        |      |      |      |      |      |      |      |      |      | 197e |      | nc   | 340e | 358e  |      |      |       |      |      |      |
| Classement mondial                    |      |      |      |      |      |      |      |      |      |      |      | 238e | 418e | 296e  | 660e | 580e | 1440e | 413e | 336e | 628e |
| UCI Europe Tour                       | nc   | 448e | 220e | 269e |      | 409e | 416e | 102e | 152e |      | 377e | nc   | nc   | 1778e |      |      |       |      |      |      |
| UCI Asia Tour                         | 33e  | 35e  | 7e   | 18e  |      | nc   | 7e   | 242e | 29e  |      | 67e  | 13e  | 39e  | 13e   | 29e  | 17e  | 72e   | 10e  | 12e  | 26e  |
| UCI America Tour                      | nc   | nc   | nc   | nc   |      | nc   | nc   | nc   | nc   |      | 273e | 249e | nc   | nc    |      |      |       |      |      |      |
| UCI Oceania Tour                      | nc   | nc   | nc   | 46e  |      | 6e   | nc   | nc   | nc   |      | nc   | nc   | nc   | nc    |      |      |       |      |      |      |
|                                       |      |      |      |      |      |      |      |      |      |      |      |      |      |       |      |      |       |      |      |      |
| Légende : nc = non classéSource : UCI |      |      |      |      |      |      |      |      |      |      |      |      |      |       |      |      |       |      |      |      |